# Expansión (revista)
Expansión es una revista mexicana especializada en economía, finanzas y negocios. Es reconocida como una de las revistas líder de negocios en México. 
Inició su publicación el 29 de enero de 1969 inspirada en el modelo de la revista estadounidense Fortune. Su antecedente inmediato es el boletín Análisis Económico/Business Trends fundado en 1966 por Harvey Popell, Gustavo Romero Kolbeck y John Christman, quienes intervinieron en la fundación de Expansión como resultado del éxito del boletín.
En 1999 la revista fue rediseñada. Se caracteriza por ser una guía de planeación de negocios, economía y finanzas en México. La mayoría de la prensa de negocios en México se concentra en asuntos macroeconómicos y políticos, mientras que Expansión, aparte de estos temas, provee cobertura de los personajes y las ideas que impulsan el sector privado en México.
Expansión incluye más páginas publicitarias que cualquier otra revista en México durante más de 10 años Solamente en los últimos 3 años ha sido superada por su publicación hermana: la revista Quién. Con 51,000 ejemplares dirigidos a un segmento ejecutivo (93% alta dirección), Expansión se mantiene desde hace más de 50 años como autoridad de los negocios en México y tiene casi el doble de la circulación de su más cercano competidor.

## Editores
- Federico García Lara (1969 - 1974)[cita requerida]
- Luis Fernando Ibargüengoytia (1974-1976)[5]
- Arturo Villanueva W. (1976- 1978)[5]
- Óscar Giardinelli (1978-1980)[5]
- Dolores Carbonell (1980-1981)[5]
- Sergio Sinay (1981-1982)
- Charles H. Oppenheim (1982-1994)
- Diego Arrazola Manterola (1994-1995)[5]
- Javier Martínez Staines (1995-2000)[5]
- José Ramón Huerta (2001)
- Roberto Morán Quiroz (2001-2003)[5]
- Andrés Piedragil Gálvez (2004)
- Alberto Bello (2004-2008)
- Bárbara Anderson (2008-2010)
- Adolfo Ortega (noviembre de 2010 - junio de 2013)
- Diego Graglia (2013-2015)
- Eladio González (2016- 2022)
- Puri Lucena (2022 - )

## Grupo Expansión
Es la publicación insignia de Grupo Expansión (GEx), empresa fundada en 1966 por Harvey Popell. Es actualmente una importante editorial dirigida a audiencias selectivas y de negocios en México, y hasta 2014 fue propiedad del gigante mediático Time Warner, en específico la división editorial Time Inc., pasando a manos del fonde de inversión Southern Cross CroupSCG-GEx, para posteriormente ser vendida en partes, siendo Grupo Cinco M (conformada por Cinco M Dos, Full Digital Media y Cinética) la que adquiriera en 2018 los derechos de marca, oficinas y la mayor cantidad de títulos y plantilla. Para capitalizar dicha compra, a partir del 1 de febrero de 2021, Grupo Cinco M pasa a ser oficialmente Grupo Expansión.CincoMDos compra GEx. GEx es la tercera editorial de revistas más grande de México y tiene un portafolio de 18 títulos y 8 sitios de Internet que alcanzan, mensualmente, a más de 19 millones de lectores.
En el 2007 Expansión lanzó, junto con la cadena de noticias CNN, un sitio web especializado en economía, finanzas y negocios en México y en América Latina. El sitio fue bautizado CNNExpansion.com, como una adaptación del modelo de CNNmoney.com al mercado hispano.
Actualmente el sitio web de Expansión es Expansion.mx